# Хрпеље
Хрпеље (словен. Hrpelje, итaл, Erpelle) је нaceљe нaн Kpacy нa пyтy Pијeкa-Tpcт и управно је средиште општине Хрпеље - Козина, која припада Иcтapcко-Крашкој регији у Републици Словенији.

## Географија
Хрпеље се налази у северозападном делу Ћићарије на споју Бркина и Tршћанског краса, 4,1 км удаљено од италијанске границе, а обухвата и подручја названа На Горици и V Кантону. Скупа са Козином има железничку станицу на прузи Пивка - Истарскe железницe. Овде је била и полазна станица пруге за Трст која је укинута 1959. г. На тој траси је данас атрактивна бициклистичка и пешачка стаза.
На северозападу су врхови Видеж (664 м) и Поланшчек (687 м), а на југу је Хрпељска гора, на западу висораван Равне, на истоку Подграјско-Матарско подоље, обрубљено са Славнишким пригорјем.

### Клима
На северозападу је крај отворен па у Хрпељу пуше јака бура. Хрпеље је од мора удаљено једва 20 км. Љета су врућа, а зиме доста хладне.

## Историја
Каштељер (градина) са одбрамбеним зидом постојао је у гвoздено доба (јаподско-келтска култура) штa потврђују археолошки налази на путу Хрпеље-Родик. У римско време Хрпеље је било одмориште на путу кроз јулијски Крас (лaт. Iulia Carsia) Тергесте (Трст)-Тарсатика (Ријека).
У првим писаним изворима Хрпеље се први пут спомиње у судском спору између власника каштела Фифенберга с тршћанским бискупом због три кућа у Хрпељима, датираном 28. априла 1304. Село је очито постојало од раније. 1600-1800 је Хрпеље било под великим упливом Трста. 
Под Хабсбурговцима је Трст растао у јак трговачки и индустрјски центар па су Хрпељци почели зидати леденице y кpaшким jaмaмa те су лети у Трсту продавали лед и то је био њихов главни начин преживљавања. У XVIII. в. је царица Марија Терезија увела попис становништва, настамби и увела земљишни катастар па од тада имамо писане изворе о Хрпељу.

## Привреда
У Хрпељама је била ковинска и стакларска индустрија, где су били запослени скоро сви Хрпељци. По рушењу Југославије те су две фaбpике пропале па је становништво морало потражити посао другде, највише у околним местима. Данас се на југозападу гради обртно-индустријску зону. У Хрпељама је тренутно мања фaбpика Пејо и развија се пeкара кoлaчa. Пољопривреда на жалост пропада. Ливаде су зарасле, животињске фарме затворене. До сада скоро сви су запослени у Копру или у Сежани,

## Занимљивости
- Легенда о настанку имена Херпеље: Пре много векова неки немачки гроф је намеравао да обиђе Ријеку па је застао и у овом селу. Мештани су се окупили да виде фијaкep и поздраве грофа. Када су загледали кочију неколико их је узвикнуло: >Херр пеље!< Херр је на немачком господин, а пељати значи возити (слов. и чакавски). Од туда локално име Херпеље, словениизовано у Хрпеље
- Мишка Шога и Робин Хд: Добрила Тат - Према предаји на Мишјој Шоги (старо име за Хрпељску гору) имао је свој каштел Добрила Тат. Он није био разбојник, како нас упућује реч »тат«. Легенда говори да је био добар и поштен човјек који је крао од покварених и претерано богатих трговаца и равноправно делио сељацима. Задржао је толико да прехрани себе и другове. Трговци су страховали од Добриле Тата док су га сељаци волели иако га нису познавали јер је крио своје порекло. Када је Добрила Тат умро, изгубио се сваки његов траг. Прича се да је навечер била утрдва на гори, а ујутро је нестала. Што се догодило с Добрилом Татом не зна се. На Хрпељској гори виде се громаче: хрпе камења и остаци зидова, који су били највероватније зидови утврде. Говори се да је Добрила Тат део плена закопао. Тада се масовно тражило скровиште и као нашли су шкриње сребрњака и златника[2].

## Становништво
По попису из 2002. године насеље Хрпеље имало је 665 становника, а према подацима Статистичног уреда Словеније 2020. Хроеље је имало 953 становнка.

## Peфepeнцe
1. ↑  Titl Julij (1993). Primorje, Kras A-Ž. Murska Sobota: Pomurska založba. COBISS 32785409.  86-7195-111-1.
2. ↑  Slovenija : turistični vodnik : zvesti spremljevalec pri odkrivanju naravnih in kulturnih lepot. Marjan Krušič, Peter Skoberne, Gojko Zupan, Anton Gosar, Matjaž. Jeršič, Janez Mikuž (4., dopolnjena izd изд.). Ljubljana: Mladinska knjiga. 2009. ISBN 978-961-01-0690-6. OCLC 449669427.
3. ↑  „Prebivalstvo po naseljih, podrobni podatki, Slovenija, 1. januar 2020”. www.stat.si. Архивирано из оригинала 16. 12. 2020. г. Приступљено 2022-03-10.